# 9965 GNU
9965 GNU este o planetă minoră (asteroid), cu un diametru de 6,293 km, din centura de asteroizi. A fost descoperită pe 5 martie 1992 la Observatorul Național Kitt Peak de Spacewatch și a fost numită după GNU. 
Obiectul prezintă o orbită caracterizată de o semiaxă mare de 2,4189018 UAi, o excentricitate de 0,1713, o înclinație de 12,1934 ° în raport cu ecliptica.